# علم الاجتماع الكلي
علم الاجتماع الكلي أو الماكروسوسيولوجيا (بالإنجليزية: Macrosociology)‏ هي مقاربة لعلم الاجتماع تركز على تحليل النظم الاجتماعية والسكان على نطاق واسع، على مستوى البنية الاجتماعية، وفي الأغلب على مستوى كبير وضروري من التجريد النظري. يركز علم الاجتماع الجزئي أو الميكروسوسيولوجيا (Microsociology) على النقيض من ذلك على الفعالية الاجتماعية الفردية. يهتم علم الاجتماع الكلي أيضًا بالأفراد والأسر والجوانب المكونة الأخرى للمجتمع، ولكنه يفعل ذلك دائمًا بالإشارة إلى صلتهم بالنظام الاجتماعي الأكبر الذين يشكلون جزءًا منه. يمكن أن يُستخدم علم الاجتماع الكلي أيضًا لتحليل المجموعات الكبيرة (مثل المدينة والكنيسة). تُعتبر المجموعات البشرية مجتمعًا يتمتع بدرجة عالية من الاستقلال السياسي، ويشارك أفراده في مجموعة واسعة من الأنشطة التعاونية. ينطبق هذا التعريف مثلًا على سكان ألمانيا الذين يُعتبرون مجتمعًا، ولكن الأشخاص الناطقين باللغة الألمانية ككل والمنتشرين في بلدان مختلفة لن يُعتبروا مجتمعًا. يتعامل علم الاجتماع الكلي مع النزعات المجتمعية الواسعة التي يُمكن تطبيقها فيما بعد على الخصائص الأصغر للمجتمع. وللتمييز، يتعامل علم الاجتماع الكلي مع قضايا مثل الحرب، ومحنة دول العالم الثالث، والفقر، والحرمان البيئي، في حين أن علم الاجتماع الجزئي يحلل قضايا مثل دور المرأة، وطبيعة الأسرة، والهجرة.

## الاستراتيجيات النظرية
هناك عدد من الاستراتيجيات النظرية في علم الاجتماع الكلي المعاصرة، ولكن تبرز أربعة منها كاستراتيجيات رئيسية:
- تحاول الاستراتيجية المثالية شرح الخصائص الأساسية للحياة الاجتماعية من خلال الإشارة إلى القدرة الإبداعية للعقل الإنساني. يعتقد المثاليون أن التفرد الإنساني يكمن في حقيقة أن البشر يربطون معانِ رمزية بأفعالهم.[4]
- تحاول الإستراتيجية المادية شرح الخصائص الأساسية للحياة الاجتماعية للإنسان من حيث الظروف العملية والمادية لوجودها. تشمل هذه الظروف أشياء مثل طبيعة البيئة المادية، ومستوى التكنولوجيا، وتنظيم النظام الاقتصادي.
- يتم تعريف الوظائفية أو الوظائفية البنيوية من خلال العديد من المبادئ. تنص الوظائفية أساسًا على أن المجتمعات هي أنظمة معقدة تتكون من أجزاء مترابطة ومعتمدة على بعضها الآخر، وأن كل جزء من المجتمع يؤثر بشكل كبير على باقي الأجزاء. كما أن كل جزء من المجتمع موجود لأنه لديه وظيفة محددة يساهم بها في المجتمع ككل. وتنص أخيرًا على أن المجتمعات تميل إلى حالة من التوازن أو الاستقرار، وإذا حدث أي اضطراب في أي جزء من المجتمع، فسوف تتكيف بقية الأجزاء سعيًا لاستعادة استقرار المجتمع ككل.
- ترفض نظرية الصراع، والتي تسمى أيضًا الإستراتيجية النظرية للصراع، فكرة أن المجتمعات تميل نحو بعض الاتفاق الأساسي فيما يخص الانسجام الذي تعمل فيه خصائص المجتمع لصالح الجميع. تعتمد هذه النظرية على فكرة أن البنية الأساسية للمجتمع يحددها الأفراد والجماعات الذين يحصلون على موارد شحيحة من أجل تلبية احتياجاتهم ورغباتهم، وهو ما يتسبب في خلق صراعات لا نهاية لها.

## علم الاجتماع الكلي التاريخي
بسبب تأثير العولمة على العالم، فقد تسببت أيضًا في التأثير على علم الاجتماع الكلي التاريخي، وهو ما أدى إلى نشوء فرعين مختلفين. يعتمد أحدهما بشكل رئيسي على علم الاجتماع المقارن والتاريخي، والآخر على الاقتصاد السياسي للأنظمة العالمية. ينصب تحليل الفرع الأول على الدول، ويبحث عن تعميمات تخص الخصائص الشائعة والقواعد المتسببة في الاختلاف بين الأمثلة العديدة باختلاف الزمان والمكان. بينما من ناحية أخرى يقوم الفرع الثاني بتحليل أنظمة الدول، ويبحث عن تعميمات فيما يخص الترابط بين مكونات النظام وقواعد الاختلاف بين الظروف النظامية باختلاف الزمان والمكان. على الرغم من الاختلافات بين المدرستين، فإن كلاهما تستخدم المعرفة التاريخية لمحاولة حل بعض المشكلات التي تظهر في مجال علم الاجتماع الكلي. قيل في الآونة الأخيرة إن العولمة تشكل تهديدًا لطريقة تفكير فرع علم الاجتماع المقارن والتاريخي، وذلك لأنها تؤدي غالبًا إلى انحلال الدول المستقلة ذات الثقافة المتميزة.
من علماء علم الاجتماع الكلي التاريخي:
- تشارلز تيلي - الباحث التابع لمدرسة علم الاجتماع المقارن والتاريخي، وينصب تحليله على الدول الوطنية.
- إيمانويل والرشتاين - قام بتطوير نظرية النظم العالمية، وينصب تحليله على النظام الرأسمالي العالمي.